# جون وليام آش
جون وليام آش (بالإنجليزية: John William Ashe) (ولد في 20 أغسطس 1954 - 22 يونيو 2016) هو رئيس الجمعية العامة للأمم المتحدة في دورتها 68 من سبتمبر عام 2013 حتى سبتمبر من العام 2014. اختير ممثلاً لبلاده في منظمة التجارة العالمية. 

## الحياة والتعليم
ولد آش في سانت جونز، أنتيغوا وبربودا في أنتيغوا. حصل على درجة الدكتوراة في الهندسة الحيوية من جامعة بنسلفانيا في فيلادلفيا كما درس في جامعة سانت ماري والجامعة التقنية في نوفا سكوتيا ‏ في هاليفاكس في كندا.